# Maxime Roussy
Pour les articles homonymes, voir Roussy.
Maxime Roussy est un écrivain québécois né à Montréal le 16 janvier 1976. Il est auteur de littérature pour adultes ainsi que pour adolescents.

## Biographie
Il est père de quatre enfants, quatre filles.
Son premier titre, Du sang sur la chair d’une pomme, qui lui a valu le prix de l'Académie, s’est vendu à 10 000 exemplaires en Russie.
Il est aussi l'auteur de la série Pakkal, sortie en août 2005, qui a figuré au palmarès des meilleurs vendeurs en littérature jeunesse au Québec. La série Pakkal s'est vendue à plus de 250 000 exemplaires. À compter du tome neuf, la série Pakkal est publiée par la maison d'édition Marée haute.
En octobre 2008, il a fait paraître les deux premiers tomes du Blogue de Namasté, une série de romans pour adolescentes.
En avril 2009, Publications Raffin, dont Marée haute fait partie, fait faillite. Ce sont les éditions La Semaine qui rachèteront les contrats.

## Accusations criminelles
Le 27 avril 2011, il est accusé d'actes pédophiles, d'attouchements sexuels et actes sexuels, sur une jeune fille âgée de douze ans, de 2006 à 2010. 
En décembre 2013, il est détenu une semaine pour bris de condition pour avoir contacté la victime alléguée. Il retrouve sa liberté moyennant une caution.
Avant les accusations portées contre lui, il a été pendant trois ans le porte-parole pour le volet jeunesse de l'organisme Phobies-zéro qui vient en aide aux jeunes qui souffrent de troubles d'anxiété.
Le 6 décembre 2016, Maxime Roussy a été déclaré coupable d'agression sexuelle armée, de leurre, de possession et de production de pornographie juvénile, de contacts sexuels, d'incitation à des contacts sexuels et de bris de conditions envers une adolescente qui était aussi une admiratrice,,. Il a été incarcéré dès le prononcé du verdict de culpabilité.  
Le 3 mars 2017, lors de la décision sur sentence, il a écopé d'une peine de cinq ans de pénitencier. Tous ses livres ont aussi été retirés de la circulation,. 
Le 3 mai 2018, Maxime Roussy a fait une demande de libération conditionnelle, qui lui a été refusée. En audience, il a admis, pour la première fois, avoir effectivement commis tous les crimes lui étant reprochés. Il a notamment avoué aux commissaires de la Commission des libérations conditionnelles du Canada avoir mené « une vie de délinquant sexuel qui commettait des crimes affreux sur une adolescente ». 

## Honneurs
- 2000 : Prix de l'Académie, Du sang sur la chair d’une pomme ;
- 2008 : Finaliste du Prix Jeunesse des Univers Parallèles pour le premier tome[Titre ?]